# Record of Lodoss War
Record of Lodoss War (Japans: ロードス島戦記, Rōdosu-tō Senki, letterlijk “Lodoss Eiland Oorlogskroniek”) is een Japanse light novelreeks die zich afspeelt op het fictieve eiland Lodoss, onderdeel van de Forcelia-setting waar ook series als Crystania, Sword World en Louie the Rune Soldier zich op afspelen. De serie is geschreven door Ryo Mizuno en getekend door voornamelijk Yutaka Izubuchi (hoewel latere delen ook tekeningen van andere tekenaars bevatten). De serie begon als een setting voor rollenspellen, waar Mizuno de spelleider van was. Van de rollenspel-sessies werden verslagen getypt (“RPG replays”) en deze werden gepubliceerd in het Japanse maandelijkse computertijdschrift Comptiq. De RPG replays werden uiteindelijk door Ryo Mizuno uitgetypt tot een volwaardige fantasy boekenreeks bestaande uit zeven boeken en twee spin-offs.
Het eerste boek, Record of Lodoss War: The Grey Witch, werd uitgebracht in 1988. Het vervolg, The Fire Demon, kwam het volgende jaar uit. Het laatste deel uit de reeks, deel 2 van The Holy Knight of Lodoss, kwam uit in 1993. Hoofdpersoon in deze verhalen was de ridder Parn. Mizuno schreef vervolgens nog twee spin-offs over de populaire personages Deedlit, een elf, en de zwarte ridder Ashram, Parn's rivaal. In 2005 had Record of Lodoss War 10 miljoen exemplaren verkocht in Japan.
In 1994 begon Mizuno aan de prequel-serie Legend of Lodoss, over kroonprins Nasher en de Zes Helden ten tijde van de Demonenoorlog. In 1998 startte Mizuno de vervolgserie Record of Lodoss War Next Generation, over Spark en Little Neese op het eiland Marmo. In 2019, ter ere van het vijfentwintigjarig bestaan van de serie, bracht Mizuno deel 1 van Record of Lodoss War: The Crown of the Covenant, wat 100 jaar na Next Generation plaatsvindt.

## Boekenoverzicht

### Record of Lodoss War
- Record of Lodoss War: The Grey Witch (ロードス島戦記 灰色の魔女)
- Record of Lodoss War 2: The Fire Demon (ロードス島戦記2 炎の魔神
- Record of Lodoss War 3: The Demon Dragon of Fire Dragon Mountain 1 (ロードス島戦記3 火竜山の魔竜(上))
- Record of Lodoss War 4: The Demon Dragon of Fire Dragon Mountain 2 (ロードス島戦記4 火竜山の魔竜(下))
- Record of Lodoss War 5: The Kings’ Holy War (ロードス島戦記5 王たちの聖戦)
- Record of Lodoss War 6: The Holy Knight of Lodoss 1 (ロードス島戦記6 ロードスの聖騎士(上))
- Record of Lodoss War 7: The Holy Knight of Lodoss 2 (ロードス島戦記7 ロードスの聖騎士(下))
- High Elf Forest: Deedlit’s Tale (ハイエルフの森 ディードリット物語)
- The Black Knight (黒衣の騎士)

### Legend of Lodoss
- Legend of Lodoss: Prince of the Fallen Land (ロードス島伝説 亡国の王子)
- Legend of Lodoss 2: The Knight of the Sky (ロードス島伝説 2 天空の騎士)
- Legend of Lodoss: Prince of the Sun, Princess of the Moon (ロードス島伝説 太陽の王子、月の姫)
- Legend of Lodoss 3: The Glorious Champion (ロードス島戦記3 栄光の勇者)
- Legend of Lodoss 4: The Legendary Hero (ロードス島戦記4 伝説の英雄)
- Legend of Lodoss: The Eternal Returner (ロードス島伝説 永遠の帰還者)
- Legend of Lodoss 5: Saint of the Supreme God (ロードス島戦記5 至高神の聖女)

### Record of Lodoss War Next Generation
- Lord of the Dark Island: Record of Lodoss War Next Generation Prelude (暗黒の島の領主　新ロードス島戦記序章)
- Record of Lodoss War Next Generation 1: The Demon Beast of the Forest of Darkness (新ロードス島戦記１ 闇の森の魔獣)
- Record of Lodoss War Next Generation ~Prelude~: Inheritors of the Flame (新ロードス島戦記～序章～炎を継ぐ者)
- Record of Lodoss War Next Generation 2: The Revival of the Evil Empire (新ロードス島戦記２ 新生の魔帝国)
- Record of Lodoss War Next Generation 3: The Evil Black-winged Dragon (新ロードス島戦記３ 黒翼の邪竜)
- Record of Lodoss War Next Generation 4: The Fated Magic Ship (新ロードス島戦記４ 運命の魔船)
- Record of Lodoss War Next Generation 5: Unholy Apocalypse 1 (新ロードス島戦記５ 終末の邪教（上）)
- Record of Lodoss War Next Generation 6: Unholy Apocalypse 2 (新ロードス島戦記６ 終末の邪教（下）)

### Record of Lodoss War: The Crown of the Covenant
- Record of Lodoss War: The Crown of the Covenant 1 (ロードス島戦記 誓約の宝冠1)